# Znamenskoe (Oblast' di Orël)
Znamenskoe (in russo Знаменское?) è un villaggio della Russia europea sudoccidentale, situato nell'oblast' di Orël; è il centro amministrativo del rajon Znamenskij.
Si trova sul fiume Nugr' (affluente dell'Oka), nel rialto centrale russo, 44 km a nord-ovest di Orël.